# Себастиао Жозе де Карвальо е Мело, маркиз де Помбал
Маркиз де Помбал (пълно име на португалски Sebastião José de Carvalho e Melo, Marquês de Pombal) (13 май 1699 – 8 май 1782) е най-известният министър-председател на Португалия през ХVІІІ в. Управлява страната по време на крал Жозе І (1750-1777), като заема различни постове, но всъщност притежава цялата власт. Известен е със своите реформи в духа на просветения абсолютизъм и с бързата си и адекватна реакция след Лисабонското земетресение през 1755 г.

## Личен живот
Роден е нелеч от град Помбал син на Мануел де Карвальо, богат собственик на земя в района на Лейрия. Учи право и теология в прочутия университет на Коимбра, където чичо му е професор. След това трябва да избира между църковна и военна кариера и избира второто. Службата му в армията обаче продължава кратко. През 1722 г. младият Себастиао е принуден от родителите си да се ожени за аристократката Тереза де Мендоса, десет години по-възрастна от него. Този брак е по сметка не е щастлив, още повече при постоянната намеса на нейните родители. Накрая младото семейство се оттегля в имението Мело близо до град Помбал и наследява маркизка титла. Там бъдещият министър се самообразова, а от 1733 г. е член на Кралската академия по история.
През 1738 г. Помбал е представен на кардинал Жоао да Мота и Силва, тогавашният министър-председател. Тъй като тъкмо е станал вдовец, той приема предложението да започне дипломатическа кариера и става посланик в Лондон. Тъй като Португалия има стари връзки с Англия (още от Уиндзорския договор през 1386 г.) и островната страна е неин стратегически пъртньор, посланикът в Лондон е най-важният измежду всички посланици. Там Помбал се запознава отблизо с развитието на капитализма и става свидетел на първите стъпки на индустриалната революция. През 1745 г. си тръгва твърдо убеден да превърне феодалното португалско общество в подобие на английското. Второто му назначение е във Виена. Там младата ерцхерцогиня Мария Терезия се е заплела в спор с Ватикана и Помбал посредничи за неговото разрешаване. Това му носи слава по цяла Европа. В австрийската столица той се жени за втори път - за племенничката на известния фелдмаршал фон Даун. От този брат се раждат двама синове и две дъщери.

## Управление
В Австрия Помбал изгражда амбицията си да управлява Португалия. Ето защо, когато научава, че кралят Жоао V е на смъртно легло, той си дава оставката като посланик. С аргумента, че северният климат не му понася добре, той се завръща в Лисабон. Посрещнат е от стария монарх хладно и изпада в немилост. Но щом Жоао умира (1750), неговата вдовица Мария Ана Австрийска веднага го препоръчва на сина си Жозе І. От този момент възходът на Помбал е стремителен. Той е назначен за държавен секретар по външните и военните дела, след това поставя под свой контрол други министерства. От 1756 г. е вътрешен министър, а още преди това - официално обявен за пръв министър. Доверието на Жозе в него е огромно и той го оставя да разполага с цялата власт.
Главната цел на помбаловото управление е модернизацията на Португалия по модела на Англия, Франция и Австрия. Първият министър въвежда капиталистическите отношения в стопанството (доколкото консервативното португалско общество му позволява), отменя робството в страната и в колониите ѝ в Индия, забранява да се извършват ауто-да-фе, отменя всички актове за „чистота на кръвта“, които са карали благородническите семейства да се женят помежду си. Прекратява и преследването на евреите, особено тези, които са приели християнството. Армията и флотът са модернизирани по образеца на Австрия.
На 1 ноември 1755 г. португалските брегове са разлюлени от най-мощното земетресение, регистрирано в Европа - 9-а степен по скалата на Рихтер. След масивните разрушения в Лисабон, то предизвиква цунами и пожари. В последвалия шок първият министър се оказва най-хладнокръвен. С увереност и спокойствие той ръководи работата по разчистването и след това по новото изграждане на столицата. След година градът почти е възвърнал живия си вид. В централната част група архитекти за първи път прилагат мерки, които да запазят сградите от земетресение. В стремежа да се открият причините за бедствието, се поставят основите на сеизмологията. Ако в началото Помбал се счита за министър без късмет, заради нещастието, впоследствие той придобива огромен авторитет, който се запазва до края. Разчитайки на него, той започва своите известни реформи.

## Реформи

### Организация на държавата
По това време в Европа шества т. нар. Просветен абсолютизъм - управление в духа на модерната философия. Помбал е силно повлиян от примера на Мария Терезия и Фридрих Велики. Той създава изцяло нова система на власт, в която около краля функционират няколко съвета: Търговски съвет, Съвет за надзор на литературата, Съвет по цензурата, Сметна палата и Кралска хазна. Реформата в данъците довежда до по-справедливото им разпределение и до отмяната на редица архаични такси. Съдебната реформа е свързана с ограничаването на римското и църковното право. Вместо това са въведени нови, модерни закони. Създаден е апелативен съд, а новите и старите християни са поставени в равностойно положение. Израз на просветения характер на държавата е Законът за добрата воля (1769), който отразява идеите на френските философи.

### Съживяване на стопанството
Помбал въвежда протекционни мерки и свива износа на суровини, като насърчава преработването им в Португалия. Така под негово ръководство се развива производство на керамика, стъкло и коприна. С внимателно обмислена политика правителството насърчава създаването на манифактури. Същото е и за търговските компании с държавно участие: Азиатска (главно за Индия), Компанията за Пернамбуку и Параиба (тоест за Бразилия), Кралската компания за риболов, базирана в Алгарви. Най-много внимание е отделено на производството на вино - традиционен отрасъл в страната. От времето на Метюенския договор (1703 г.) Португалия има сигурен пазар на вино в Англия. През 1756 г. правителството издава подробен регламент и създава още една компания, базирана в Алто-Дуоро.

### Отстраняване на йезуитите
Реформите предизвикват недоволството на едрата аристокрация и католическата църква. Тяхната съпротива бързо придобива конкретни форми: заговор на аристокрацията (1756), въстание в Порто (1757), неуспешен опит за покушение на 3 септември 1758 г. За покушението Помбал обвинява най-острите си противници - херцогът на Авейру и маркизът на Тавора, арестува ги и отнема състоянието им. Срещу другия сериозен противник - йезуитите - също се действа решително. Йезуитският орден е обхванал цялата сфера на образованието и спира всякакво навлизане на научни и философски идеи, свързани с Просвещението. Помбал влиза в пропагандна война с тях, с което привлича вниманието на цяла Европа, защото никоя католическа страна все още не е посмяла да ги отстрани. Правителството обявява, че е разкрило йезуитски заговор за вземането на властта и през септември 1759 г. забранява ордена. Днес историците приемат, че това е скалъпено и невярно обвинение. Примерът обаче е впечатляващ и е последван във Франция и Австрия. В следващите години твърдо и безмилостно са арестувани и експулсирани всички членове и симпатизанти на ордена. С това и едрата аристокрация претърпява тежко поражение. Последиците включват не само пълно завземане на управлението от маркиза, но и изчистване на пътя към абсолютна кралска власт.

## Смърт и почит
Смъртта на Жозе І през 1777 г. слага край на кариерата на маркиз де Помбал. Кралят е наследен от кралица Мария I, дълбоко вярваща жена, която се намира под влиянието на йезуитите. Сега тя може да изпълни това, за което е мечтала от години - да уволни омразния министър от всичките му постове. При това тя му забранява да остане в Лисабон и му заявява, че не иска никога да го вижда. Маркизът се оттегля в имението си в Оейраш, но не му е съдено да остане на спокойствие. Срещу него започва съдебен процес и накрая той получава смъртно наказание (1781), заменено с доживотен затвор поради напредналата му възраст. Повечето му собственост е конфискувана. В крайна сметка го оставят да умре в Помбал през 1782 г.
Архитектурен стил в Португалия през ХVІІІ в. (близък до френското Рококо) носи името Помбалино. Паметник на Помбал е издигнат насред площад със същото име в Лисабон. Пак там маркизът строи Църквата на паметта, където днес се намира неговият мавзолей. През 1923 г. тя е обявена за паметник на културното наследство.